# Colvocoresses Reef
Colvocoresses Reef är ett rev i Brittiska territoriet i Indiska oceanen (Storbritannien). Det ligger i den nordöstra delen av Brittiska territoriet i Indiska oceanen. 